# Vlag van Markelo

Vlag van Markelo
(1962-2001)

De vlag van Markelo werd op 24 april 1962 bij raadsbesluit vastgesteld als de gemeentelijke vlag van de Overijsselse gemeente Markelo. Op 1 januari 2001 ging de gemeente op in de gemeente Hof van Twente, waardoor de vlag als gemeentevlag kwam te vervallen.

## Beschrijving
De beschrijving luidt: 
Vier evenlange banen van rood, wit, geel en groen.
De kleuren zijn ontleend aan het gemeentewapen. De banen rood en wit verwijzen naar de oorsprong van de gemeente onder het Sticht Utrecht, de banen geel en groen verwijzen naar de bestaansmogelijkheid van de gemeente: groen voor de velden en geel voor de opbrengst.
Naast de vlag bestond volgens Sierksma een gemeentebanier, met op hetzelfde grondpatroon op de linkerbovenhelft een interpretatie van het gemeentewapen.

## Verwante symbolen

Wapen van Markelo

Ambt Delden 
· Avereest 
· Bathmen 
· Blokzijl 
· Brederwiede 
· Den Ham 
· Denekamp 
· Diepenheim 
· Diepenveen 
· Genemuiden 
· Goor 
· Gramsbergen 
· Hasselt 
· Heino 
· Holten 
· IJsselham 
· IJsselmuiden 
· Markelo 
· Nieuwleusen 
· Noordoostpolder 
· Olst 
· Ootmarsum 
· Rijssen 
· Stad Delden 
· Steenwijk 
· Steenwijkerwold 
· Urk 
· Vollenhove 
· Vriezenveen 
· Wanneperveen 
· Weerselo
· Wijhe 
· Zwartsluis 
· Zwollerkerspel